# Obdelava v plazmi
Obdelava v plazmi je sodoben način za odstranjevanje odpadkov, pri katerem v plazmatskem pretvorniku, v katerem je močno prevoden plin - plazma, med dve elektrodi spustijo električno energijo pod visokim tokom in napetostjo, kar med njima ustvari kratkostični lok (strelo) z zelo visoko temperaturo (več kot 6000 °C). Pri takšni vročini odpadki razpadejo na elementaren plin (uplinjanje) in žlindro. Takšnih razmer ne vzdrži noben material, saj molekule razpadejo na ione. Tu razpadejo tudi vsi strupi, vključno s PCBji (poliklorirani bifenili - so ksenobiotiki in ena najbolj toksičnih snovi, kar jih je ustvaril človek), ogljikovodiki, in ostalimi strupi, ki usteklenijo in so kot taki uporabni kot primes v gradnji cest. Uniči tudi jedke snovi, kot sta klorid in kalij in tako dopušča proizvodnjo čistega plina iz drugače problematičnih goriv. Ta proces je bil razvit za to, da bi iz odpadkov ustvarjali električno energijo, poleg tega pa še zmanjšali količino odpadkov na deponijah. Plazmatski pretvornik je leta 1997 razvil Joseph Longo in prvi primerek prodal ameriški vojski, ki ga je uporabljala za uničevanje kemičnega orožja.

## Sestavni deli plazmatskega pretvornika
Osnovni sestavni deli plazmatskega pretvornika so: polnilni sistem, plazmatska komora in sistem obdelave plinov; za delovanje postroja pa sta potrebna še računalniška kontrolna postaja in oskrba z električno energijo

### Polnilni sistem
Odpadki se v drobilcu in mlinu najprej zmeljejo na manjše kose potem pa jih polnilni mehanizem dozira v komoro. Polnilni mehanizem lahko prilagaja količino trdnih, tekočih in plinastih odpadkov.
Trdni odpadki so odvisno od njihove sestave prečrpani, potisnjeni ali pa se jih v komoro prenese z vijačnim transporterjem. Tam    jih drobilec zdrobi na približno enako velike kose.
Tekočine, vključno s sluzjo lahko prečrpajo direktno v komoro. Tekočinski polnilni sistem je zasnovan tako, da lahko prilagaja količino kakršnihkoli trdnih delcev, prisotnih v tekočinah.
Plini pa so prek črpalk speljani direktno v komoro.

### Plazmatska komora
Plazmatska komora je cilindrična dvodelna komora, narejena iz nerjavečega jekla in ima odprtino, skozi katero je vstavljena plazmatska bakla (elektrodi). Komora je toplotno izolirana, da zadrži čim več notranje energije, ter da varuje jekleno posodo pred vročino, ki je v njej. V komori je nizek podtlak, z namenom, da noben plin ne more uiti ven.
Plazma je plin v komori plazmatskega pretvornika. Tega pretvornik ionizira, da postane prevodnik, ki dopušča ustvarjanje kratkostičnega toka (strele) med elektrodama in tako ustvarjanje silne energije, ki se prenese na odpadke, kot središče žarenja. Ko so odpadki podvrženi tako intenzivni energiji znotraj plazmatske komore, je indukcija molekularnih vezi odpadkov tako močna, da molekule razpadejo na atome.
Komora je opremljena z nadzornimi odprtinami ter video nadzorom (da lahko strojnik dejansko vidi kaj se znotraj komore dogaja), odprtinami za vpogled v polnilni mehanizem ter izstopno odprtino za presežni stopljen izstopni material.
V plazmatski komori  poteka uplinjanje odpadkov. To je proces, ki pri visoki tempraturi in z nadzorovano količino kisika pretvarja ogljikove materiale, kot so: premog, nafta ali biomasa v ogljkov oksid in vodik. Rezultat je mešanica plina imenovana sintetični plin (syngas). Uplinjanje je torej zelo učinkovita metoda za pridobivanje energije iz različnih vrst organskih materialov, in se uporablja tudi kot najčistejši način odstranjevanja odpadkov.
Uporaba tako pridobljenega sintetičnega plina je veliko bolj učinkovita kot sosežig, saj iz odpadkov pridobimo mnogo več energije, sintetični plin pa lahko s Fischer-Tropschovo metodo predelamo v sintetično gorivo. Uplinjamo lahko tudi materiale, ki sami po sebi niso primerni za gorivo.

## Obdelava plinov
Obdelava plinov poteka v petih fazah:
- visokotemperaturni ciklonski ločevalec,
- hladilna faza (s ponovnim segrevanjem, če je to potrebno),
- odstranitev trdnih delcev,
- odstranitev Nox, ter
- odstranitev kislin in lahko hlapljivih kovin.

### Visokotemperaturni ciklonski ločevalec
Začetna faza obdelave plina je predhladilna. Tu se plin s pršenjem vode ohladi s približno 1000 °C na 650 °C, potem pa ga še osušijo. Nato gre skozi izolirane cev v ciklonsko napravo, katere namen je odstraniti delce. Ti se zbirajo v zbiralniku, kasneje pa se jih vrne v komoro na ponovno obdelavo.

### Hladilna faza
V naslednji fazi plin v sušilnici na hitro ohladijo iz 650 °C na 120 °C, vmes pa ga nekaj časa pustijo na cca. 250 °C (pogoji, kjer se preoblikujejo tudi dioksini in furani).

### Odstranitev trdnih delcev
Nadalje plin steče v odstranjevalnik prašnih delcev, ki ima visoko temperaturo, da prepreči kondenzacijo. Od tu se tudi ti delci avtomatsko vračajo nazaj v komoro.

### Odstranjevanje NOx
Ko odteče, ga v komori za znižanje NOx ponovno segrejejo nazaj na približno 310 °C ter pomešajo z v komori nastalim vodikom (H), ker se na ta način dušikovi oksidi sprenijo v dušik (N) in vodo (H2O). V primerih, da odpadki v komori ne vsebujejo ogljika (torej v plinu ni vodika, ki bi ga lahko tu primešali) jim dodajajo sečnino.

### Odstranitev kislin in lahko hlapljivih kovin
V zadnji fazi plin steče še v zadnjo hladilno komoro, kjer ga zopet ohladijo s pršenjem vode – tokrat na 50 °C. Tako je pripravljen za odstranjevanje kislin. V horizontalni napravi za čiščenje plina se vsi anorganski materiali raztopjo v vodi kot navadni ioni vsebujoč kloride, fluoride, sulfate, fosfate, natrij in kalcij. Ta odpadna voda navadno ne potrebuje nadaljnje obdelave, razen če vsebuje težke kovine. V tem primeru se očisti še te (in se jih zopet vrne v komoro).
Na koncu ventilator izčrpa plin iz naprave v hranilnik in s tem ustvarja podtlak v celotnem postroju, za tem pa je lahko opremljen še:
- s parno turbino, za katero se voda uparja pri hlajenju plinov in lahko tako proizvaja dovolj elektrike za svojo rabo kot tudi za distribucijo v omrežje,
- s postrojem, ki iz sintetičnega plina izloča vodik, ki postaja vse bolj iskano čisto gorivo,
- z napravo, ki vpihuje zrak v razžarjeno žlindro, in tako tvori kameno volno, ki jo uporabljamo za izolacijo, ali pa
- z napravo za vlivanje žlindre v modele kakršnihkoli oblik.

Plazmatski pretvorniki so narejeni po meri in največji lahko sprejmejo tudi do 3000 ton odpadkov na dan. Če bi takšen pretvornik zgradili v Ljubljani, bi lahko vanj dnevno dovažali komunalne odpadke iz Ljubljane in še iz mnogo drugih občin, sproti pa bi odstranjevali tudi odpadke iz odlagališča Barje in ga tako v približno dvajsetih letih popolnoma spraznili. Tovornjake, ki bi vozili odpadke, bi poganjal nastali sintetični plin. Tega bi v pretvorniku iz vseh odpadkov pridelali toliko, da bi lahko poganjal še mestne avtobuse in morda tudi policijska in reševalna vozila. Izgradnja takšnega pretvornika bi sicer Ljubljano stala okrog 320 milijonov evrov, vendar bi lahko nekaj denarja povrnili s prodajo produktov (sintetično gorivo, vodik), Ljubljano s širšo okolico pa bi v nekaj letih očistili popolnoma vseh odpadkov. In ko bi bila Ljubljana očiščena, bi v ta isti pretvornik lahko dovažali še odpadke iz drugih občin po Sloveniji.